# Турнон-сюр-Рон (округ)
Турнон-сюр-Рон (фр. Tournon-sur-Rhône) — округ (фр. Arrondissement) во Франции, один из округов в регионе Рона-Альпы. Департамент округа — Ардеш. Супрефектура — Турнон-сюр-Рон.
Население округа на 2006 год составляло 131 292 человек. Плотность населения составляет 71 чел./км². Площадь округа составляет всего 1858 км².